# روبي هاريس
روبي هاريس (بالإنجليزية: Robbie Harris)‏ هو لاعب اتحاد الرغبي جنوب أفريقي، ولد في 30 مارس 1982 في ديربان في جنوب أفريقيا.